# Galilejev termometer
Galilejev termometer ali termoskop je instrument za merjenje temperature v obliki zaprtega steklenega cilindra, napolnjenega z brezbarvno tekočino v kateri plavajo uteži različnih gostot. Običajno so izvedene kot steklene krogle, delno napolnjene s tekočinami različnih barv. Izkorišča dejstvo, da je gostota brezbarvne tekočine odvisna od temperature (kar je prvi odkril Galileo Galilei, odtod tudi ime naprave). Uteži, ki imajo večjo gostoto, potonejo na dno, tiste z manjšo gostoto pa plavajo pri vrhu.
Temperatura se določi po barvi najnižje uteži, ki ni potonila, ali pa ne lebdi pod vrhom. Novejše izvedbe termoskopov imajo na utežeh obešene ploščice, na katerih je zapisana temperatura (npr. v °C). Za pravilno delovanje mora biti toleranca mase uteži boljša od 1/1000 grama. (1μg)